# Ismael La Rosa
Ismael Armando La Rosa Fernandini (ur. 16 marca 1977 w Limie) – peruwiański aktor telewizyjny i filmowy.

## Filmografia

### telenowele
- 1999: Maria Emilia jako Miguelón Gómez León
- 2000: Estrellita jako Salvador Sifuentes
- 2001: Éxtasis
- 2002: Gata salvaje jako Ivan Rios
- 2004: Ángel rebelde jako Leonel Anselmi
- 2004: Inocente de ti jako Gilberto
- 2005: Miłość nie ma ceny (El Amor No Tiene Precio) jako Juan Carlos Carvajal
- 2006: Amores como el nuestro jako Fausto Dioses
- 2006: Las Dos Caras de Ana jako Eric Guerra
- 2008: Zdrada i miłość (La traicion) jako Daniel Von Sirak
- 2010: Aurora jako Federico Alvarez de Toledo
- 2010: Gdzie jest Elisa? (¿Dónde está Elisa?) jako Nicolás del Valle